# Teófilo Cubillas
Teófilo Cubillas (Lima, 8 maart 1949) is een voormalig Peruviaans profvoetballer. Hij wordt beschouwd als de beste voetballer die Peru ooit heeft gekend. Als middenvelder stond hij vooral bekend vanwege zijn voortreffelijke schot, uitstekende techniek en hoge snelheid. Hij maakte deel uit van het Peruviaanse elftal dat in 1975 de Copa América won en zich kwalificeerde voor drie wereldkampioenschappen.
Op het WK voetbal 1970 en het WK voetbal 1978 maakte Cubillas telkens vijf doelpunten, iets wat tot dan toe nooit was vertoond. Tot op de dag van vandaag heeft alleen Miroslav Klose dit bereikt. Hij was grotendeels verantwoordelijk voor de gloriejaren van het Peruviaanse voetbal, na het WK van 1982 wist het land zich pas in 2018 weer te plaatsen voor het mondiale toernooi.
In 1972 werd hij verkozen tot Zuid-Amerikaans voetballer van het jaar en in 1997 eindigde hij op de 48e plaats van de beste voetballers van de twintigste eeuw. Hij is tevens de enige Peruviaan die voorkomt op de lijst met de 125 beste nog levende voetballers, opgesteld door voetballegende Pelé.

## Clubcarrière

### Alianza Lima
Cubillas werd geboren in Puente Piedra, een buitenwijk van Lima. Zijn loopbaan begon op 16-jarige leeftijd bij de Peruviaanse topclub Alianza Lima, als snel kreeg hij daar de bijnaam "El Nene", wat "de baby" betekent, dit vanwege zijn jongensachtige uitstraling. In de zeven seizoenen die hij hier doorbracht werd hij vaak opgesteld in de spits. Dat hij hier succesvol was blijkt wel uit het feit dat hij in 1966 en 1970 topscorer werd van de Peruviaanse Primera División. Daarnaast werd hij nog topscorer tijdens de Copa Libertadores in 1972. Datzelfde jaar werd hij verkozen tot Zuid-Amerikaans voetballer van het jaar. Dit bleef uiteraard niet onopgemerkt in Europa, er kwam veel interesse op gang van Europese clubs. Cubillas bleef zijn club echter trouw, totdat hij een jaar later de opmerkelijke overstap maakte naar FC Basel. Destijds stelde Zwitserland op voetbalgebied nog helemaal niets voor, vandaar dat de transfer misschien wel de meest spectaculaire is in de historie van het Zwitserse voetbal.

### Transfer
Ook de manier waarop de transfer tot stand kwam, mag opmerkelijk worden genoemd. In 1973 speelde Cubillas met een Zuid-Amerikaans elftal, een benefietwedstrijd tegen een Europees elftal met wereldsterren als Johan Cruijff, Franz Beckenbauer, Gerd Müller en Eusébio. Het Zuid-Amerikaanse team won deze door UNICEF georganiseerde wedstrijd met 3-1, Cubillas had tijdens dit duel twee doelpunten gescoord. Ruedi Reisdorf, een FC Basel-fan die destijds werkte voor UNICEF, vroeg na de wedstrijd aan El Nene wat hij moest kosten. Reisdorf wilde hem namelijk naar FC Basel halen. Cubillas had echter geen benul van wat hij financieel waard zou zijn, vandaar dat hij zei dat Reisdorf hem voor $ 100.000 zou kunnen overnemen. Korte tijd later belde Reisdorf hem vervolgens vanaf de luchthaven in Lima met de mededeling dat hij de $ 100.000 voor Alianza Lima bij zich had en dat hij de spits graag meteen mee wilde nemen naar Basel. Cubillas wilde echter helemaal niet vertrekken uit Peru en vroeg aan de voorzitter van Alianza of hij hem niet uit deze benarde situatie wilde halen. Deze vertelde vervolgens aan Reisdorf dat de marktwaarde van de aanvaller inmiddels sterk was gestegen, hij zou nu $ 300.000 moeten kosten, in die tijd een zeer hoog bedrag voor een voetballer. Cubillas hoopte dat het hoofdstuk "FC Basel" op deze manier voor hem was afgesloten. Het tegenovergestelde gebeurde echter: Reisdorf was bereid om de $ 300,000 te betalen en als gevolg daarvan zat de spits even later in het vliegtuig richting Zwitserland.

### FC Basel
Zijn overgang naar het Europese vasteland was geen succes. In Zwitserland kende hij een ongelukkig tijd, later herinnerde de voetballegende zich hierover het volgende: "Ik was jong, had weinig levenservaring en was ver verwijderd van mijn familie in Peru. Niemand begeleidde me naar Basel, ik sprak de taal niet en heb deze ook nooit geleerd. Ik voelde me eenzaam, had heimwee en het was ook nog eens bitterkoud in Zwitserland. Ik wilde alleen maar weg uit dat land, zo snel mogelijk." Toch heeft hij achteraf gezien geen spijt van zijn overgang: "Pas in Basel leerde ik hoe een voetballer diende te leven. Ook besefte ik in Zwitserland hoe belangrijk nauwkeurigheid en discipline in het leven zijn. Deze periode is enorm belangrijk geweest voor mijn verdere ontwikkeling. Ik denk nog graag terug aan Zwitserland, het is een prachtig land." Het grootste probleem was toch het klimaat geweest, Cubillas stond op het trainingsveld met dikke truien, een muts en warmtecrème in zijn gezicht. Hij vond het verschrikkelijk en vroeg, toen hij het na een half jaar niet meer volhield, aan Reisdorf of hij hem wilde verkopen aan een andere club.

### FC Porto
FC Porto meldde zich en hij werd getransfereerd voor $ 400.000. De $ 100.000 winst die met deze transfer werd gemaakt, werd door Reisdorf opgesplitst. Zelf behield hij $ 50.000, de andere $ 50.000 zette hij op een Zwitserse bankrekening. Cubillas zou dit bedrag ontvangen, maar alleen wanneer hij een gezin zou hebben opgebouwd. Vervolgens zou hij het geld enkel mogen gebruiken om zijn kinderen goed onderwijs te kunnen bieden. Later heeft hij het geld, inclusief rente, daadwerkelijk opgenomen en gebruikt voor de bestemming die het had gekregen.
Vanaf het moment dat hij in Portugal aankwam, ging het weer bergopwaarts met zijn carrière. Bij de Europese topclub speelde hij ook niet meer in de spits maar werd hij een linie teruggezet, vanaf dat moment werd hij een spelbepalende middenvelder. Maar ook vanaf die positie bleef hij maar scoren, in 109 wedstrijd vond hij 66 maal het doel. Toch werden er in die periode geen prijzen gewonnen. Na vier seizoenen moest hij echter vertrekken uit Porto omdat hij zonder toestemming naar Zuid-Amerika was afgereisd om deel te nemen aan de Copa América.

### Fort Lauderdale Strikers
In 1977 keerde hij daarom terug bij zijn oude club Alianza Lima. Daarmee won hij in datzelfde jaar en het daaropvolgende jaar het landskampioenschap van Peru. Na dit succes vertrok hij in 1979 naar de Verenigde Staten om daar aan de slag te gaan bij Fort Lauderdale Strikers, dat uitkwam in de North American Soccer League. In die tijd maakten meer grote voetballers de overstap naar de snel groeiende Amerikaanse voetbalcompetitie, enkele voorbeelden zijn Johan Cruijff (Los Angeles Aztecs), Pelé en Franz Beckenbauer (Los Angeles Aztecs). Cubillas vertrok naar de Strikers uit Florida, waar in die periode onder anderen George Best, Jan van Beveren, Gordon Banks en Gerd Müller onder contract stonden. Hier bracht hij vijf seizoenen door en kwam hij tijdens 141 wedstrijden binnen de lijnen. In totaal scoorde hij daarin 65 keer, waaronder een memorabele hattrick tegen Los Angeles Aztecs waar hij maar zeven minuten voor nodig had. De beste dagen van Cubillas lagen op dat moment echter al achter hem. Dit bleek wel op het teleurstellende WK voetbal 1982, waar Peru geen enkele wedstrijd won. Hij speelde daarna nog één seizoen bij Fort Lauderdale Sun, dat uitkwam in de United Soccer League. Na dit Amerikaanse avontuur was het zijn intentie om zijn voetbalschoenen aan de wilgen te hangen.

### Terugkeer
Toch keerde hij voor de derde keer terug naar zijn jeugdliefde Alianza Lima. Dit was echter het gevolg van de vliegtuigramp in 1987. Het vliegtuig, met aan boord het voetbalteam van Alianza Lima, landde in zee vlak voor de kust van Ventanilla. Daarbij kwamen 43 passagiers om het leven die allemaal verbonden waren aan de Peruviaanse voetbalclub, alleen de piloot overleefde het ongeval. Het was de grootste ramp uit de historie van het Peruviaanse voetbal. Alianza stond op dat moment eerste in de competitie, en ondanks de tragedie, besloot de Peruaanse voetbalbond dat er door gevoetbald moest worden. De club sloot het seizoen af met gepensioneerde voetballers als Cubillas en César Cueto, enkele jeugdspelers en gehuurde krachten van de Chileense voetbalclub Colo-Colo. De deelname van Cubillas was vooral een teken van respect, daarnaast wilde hij de trouwe aanhang hoop geven in de moeilijke tijd. Uiteindelijk sloot hij zijn carrière definitief af bij de Miami Sharks in 1989.

## Interlandloopbaan

### WK 1970
Op 17 juli 1968, op 19-jarige leeftijd, maakte Cubillas zijn interlanddebuut voor Peru. Dat was in de vriendschappelijke wedstrijd tegen Brazilië, die met 4-0 werd verloren door de Peruvianen. Twee jaren later zorgde hij er hoogstpersoonlijk voor dat zijn vaderland zich plaatste voor het WK voetbal 1970, iets wat al sinds 1930 niet meer was voorgekomen. In Mexico moest Peru het opnemen tegen Bulgarije, Marokko en West-Duitsland. De eerste twee wedstrijden werden gewonnen, Cubillas scoorde daarin drie doelpunten. De laatste wedstrijd tegen West-Duitsland ging echter verloren, toch plaatste Peru zich voor de kwartfinale. Daar kwam het tegenover Brazilië te staan. De wedstrijd ging met 2-4 verloren en Brazilië zou uiteindelijk wereldkampioen worden. Wel scoorde Cubillas opnieuw, zodoende eindigde hij als derde in het topscorersklassement, achter Gerd Müller (10) en Jairzinho (7), met vijf doelpunten.

### Copa América 1975
Peru wist zich niet te kwalificeren voor het WK voetbal 1974 in West-Duitsland, maar een jaar later werd wel verrassend de Copa América gewonnen. Door twee doelpunten van Cubillas in de halve finale tegen grootmacht Brazilië, plaatste het team zich na een loting voor de finale. Daar bleek Peru, over drie wedstrijden gezien, een maatje te groot voor Colombia.

### WK 1978
Voor het WK voetbal 1978 in Argentinië wist Peru zich vervolgens wel te kwalificeren. Cubillas leidde zijn elftal opnieuw naar de tweede ronde van het toernooi. In de eerste wedstrijd werd favoriet Schotland met 3-1 opzij gezet, Cubillas was verantwoordelijk voor twee doelpunten. Tegen de latere finalist Nederland, hielden beide teams elkaar in bedwang, de wedstrijd eindigde in 0-0. Uiteindelijk wist Peru zich te kwalificeerde voor de volgende ronde door Iran met 4-1 te verslaan. Cubillas was opnieuw zeer succesvol door een hattrick te scoren. In de tweede ronde werd het sprookje echter beëindigd door Brazilië (0-3), Polen (0-1) en de uiteindelijke wereldkampioen Argentinië (0-6). Toch eindigde Cubillas in het topscorers-klassement op een knappe tweede plaats achter Mario Kempes (6) met vijf doelpunten.

### WK 1982
Vier jaar later wist Peru zich opnieuw te plaatsen voor een WK voetbal, ditmaal georganiseerd door Spanje. Cubillas was toen echter al lang over zijn hoogtepunt heen en een opvolger had zich niet gemeld. De middenvelder speelde maar twee wedstrijden en Peru overleefde de eerste ronde niet. Tegen nieuwkomer Kameroen en, de latere wereldkampioen Italië, werd er weliswaar gelijkgespeeld maar van Polen werd met 1-5 verloren. Enkele maanden later beëindigde Cubillas zijn interlandcarrière. In totaal speelde hij 81 wedstrijden voor het nationale team waarin hij 26 doelpunten maakte. Met dit aantal is hij nog steeds de meest succesvolle doelpuntenmaker van het Peruviaanse elftal. Met zijn 10 doelpunten op twee wereldkampioenschappen, staat hij op de zevende plaats van het all-time topscorersklassement.
| Interlands van Teófilo Cubillas voor Peru | Interlands van Teófilo Cubillas voor Peru | Interlands van Teófilo Cubillas voor Peru | Interlands van Teófilo Cubillas voor Peru | Interlands van Teófilo Cubillas voor Peru | Interlands van Teófilo Cubillas voor Peru |
| №                                         | Datum                                     | Wedstrijd                                 | Uitslag                                   | Competitie                                | Goals                                     |
| ----------------------------------------- | ----------------------------------------- | ----------------------------------------- | ----------------------------------------- | ----------------------------------------- | ----------------------------------------- |
| 1                                         | 17 Jul 1968                               | Peru – Brazilië                           | 0–4                                       | Vriendschappelijk                         |                                           |
| 2                                         | 29 Aug 1968                               | Peru – Argentinië                         | 2–2                                       | Vriendschappelijk                         |                                           |
| 3                                         | 01 Sep 1968                               | Peru – Argentinië                         | 1–1                                       | Vriendschappelijk                         |                                           |
| 4                                         | 20 Oct 1968                               | Peru – Mexico                             | 3–3                                       | Vriendschappelijk                         |                                           |
| 5                                         | 07 Apr 1969                               | Brazilië – Peru                           | 2–1                                       | Vriendschappelijk                         |                                           |
| 6                                         | 09 Apr 1969                               | Brazilië – Peru                           | 3–2                                       | Vriendschappelijk                         |                                           |
| 7                                         | 09 May 1969                               | Colombia – Peru                           | 1–3                                       | Vriendschappelijk                         | Goal                                      |
| 8                                         | 14 May 1969                               | El Salvador – Peru                        | 1–4                                       | Vriendschappelijk                         |                                           |
| 9                                         | 20 May 1969                               | Mexico – Peru                             | 0–1                                       | Vriendschappelijk                         |                                           |
| 10                                        | 22 May 1969                               | Mexico – Peru                             | 3–0                                       | Vriendschappelijk                         |                                           |
| 11                                        | 18 Jun 1969                               | Peru – Colombia                           | 1–1                                       | Vriendschappelijk                         |                                           |
| 12                                        | 27 Jun 1969                               | Peru – Uruguay                            | 1–0                                       | Vriendschappelijk                         |                                           |
| 13                                        | 09 Jul 1969                               | Peru – Paraguay                           | 2–1                                       | Vriendschappelijk                         | Goal · Goal                               |
| 14                                        | 18 Jul 1969                               | Peru – Paraguay                           | 2–1                                       | Vriendschappelijk                         |                                           |
| 15                                        | 03 Aug 1969                               | Peru – Argentinië                         | 1–0                                       | WK-kwalificatie                           |                                           |
| 16                                        | 10 Aug 1969                               | Bolivia – Peru                            | 2–1                                       | WK-kwalificatie                           |                                           |
| 17                                        | 17 Aug 1969                               | Peru – Bolivia                            | 3–0                                       | WK-kwalificatie                           | Goal                                      |
| 18                                        | 31 Aug 1969                               | Argentinië – Peru                         | 2–2                                       | WK-kwalificatie                           |                                           |
| 19                                        | 05 Feb 1970                               | Peru – Tsjecho-Slowakije                  | 0–2                                       | Vriendschappelijk                         |                                           |
| 20                                        | 07 Feb 1970                               | Peru – Tsjecho-Slowakije                  | 2–1                                       | Vriendschappelijk                         | Goal                                      |
| 21                                        | 09 Feb 1970                               | Peru – Roemenië                           | 1–1                                       | Vriendschappelijk                         | Goal                                      |
| 22                                        | 14 Feb 1970                               | Peru – Sovjet-Unie                        | 0–0                                       | Vriendschappelijk                         |                                           |
| 23                                        | 20 Feb 1970                               | Peru – Sovjet-Unie                        | 0–2                                       | Vriendschappelijk                         |                                           |
| 24                                        | 24 Feb 1970                               | Peru – Bulgarije                          | 5–3                                       | Vriendschappelijk                         | Goal                                      |
| 25                                        | 05 Mar 1970                               | Peru – Mexico                             | 0–1                                       | Vriendschappelijk                         |                                           |
| 26                                        | 08 Mar 1970                               | Peru – Mexico                             | 1–0                                       | Vriendschappelijk                         |                                           |
| 27                                        | 15 Mar 1970                               | Mexico – Peru                             | 3–1                                       | Vriendschappelijk                         |                                           |
| 28                                        | 18 Mar 1970                               | Mexico – Peru                             | 3–3                                       | Vriendschappelijk                         |                                           |
| 29                                        | 31 Mar 1970                               | Uruguay – Peru                            | 2–0                                       | Vriendschappelijk                         |                                           |
| 30                                        | 02 Jun 1970                               | Peru – Bulgarije                          | 3–2                                       | WK-eindronde                              | Goal                                      |
| 31                                        | 06 Jun 1970                               | Peru – Marokko                            | 3–0                                       | WK-eindronde                              | Goal · Goal                               |
| 32                                        | 10 Jun 1970                               | Peru – West-Duitsland                     | 1–3                                       | WK-eindronde                              | Goal                                      |
| 33                                        | 14 Jun 1970                               | Brazilië – Peru                           | 4–2                                       | WK-eindronde                              | Goal                                      |
| 34                                        | 27 Jul 1971                               | Peru – Paraguay                           | 0–0                                       | Vriendschappelijk                         |                                           |
| 35                                        | 11 Aug 1971                               | Peru – Chili                              | 1–0                                       | Copa del Pacifico                         |                                           |
| 36                                        | 15 Aug 1971                               | Paraguay – Peru                           | 2–0                                       | Vriendschappelijk                         |                                           |
| 37                                        | 18 Aug 1971                               | Chili – Peru                              | 1–0                                       | Copa del Pacifico                         |                                           |
| 38                                        | 29 Mar 1972                               | Colombia – Peru                           | 1–1                                       | Vriendschappelijk                         |                                           |
| 39                                        | 05 Apr 1972                               | Mexico – Peru                             | 2–1                                       | Vriendschappelijk                         | Goal                                      |
| 40                                        | 19 Apr 1972                               | Sovjet-Unie – Peru                        | 2–0                                       | Vriendschappelijk                         |                                           |
| 41                                        | 23 Apr 1972                               | Roemenië – Peru                           | 2–2                                       | Vriendschappelijk                         | Goal                                      |
| 42                                        | 26 Apr 1972                               | Schotland – Peru                          | 2–0                                       | Vriendschappelijk                         |                                           |
| 43                                        | 03 May 1972                               | Nederland – Peru                          | 3–0                                       | Vriendschappelijk                         |                                           |
| 44                                        | 09 Aug 1972                               | Peru – Mexico                             | 3–2                                       | Vriendschappelijk                         |                                           |
| 45                                        | 25 Oct 1972                               | Peru – Argentinië                         | 0–2                                       | Vriendschappelijk                         |                                           |
| 46                                        | 04 Mar 1973                               | Peru – Guatemala                          | 5–1                                       | Vriendschappelijk                         | Goal · Goal                               |
| 47                                        | 24 Mar 1973                               | Peru – Bolivia                            | 2–0                                       | Vriendschappelijk                         |                                           |
| 48                                        | 28 Mar 1973                               | Peru – Paraguay                           | 1–0                                       | Vriendschappelijk                         |                                           |
| 49                                        | 08 Apr 1973                               | Paraguay – Peru                           | 1–1                                       | Vriendschappelijk                         |                                           |
| 50                                        | 23 Apr 1973                               | Peru – Panama                             | 4–0                                       | Vriendschappelijk                         | Goal                                      |
| 51                                        | 29 Apr 1973                               | Peru – Chili                              | 2–0                                       | WK-kwalificatie                           |                                           |
| 52                                        | 13 May 1973                               | Chili – Peru                              | 2–0                                       | WK-kwalificatie                           |                                           |
| 53                                        | 15 Jul 1973                               | Bolivia – Peru                            | 2–0                                       | Vriendschappelijk                         |                                           |
| 54                                        | 10 Jul 1975                               | Peru – Paraguay                           | 2–0                                       | Vriendschappelijk                         |                                           |
| 55                                        | 16 Jul 1975                               | Chili – Peru                              | 1–1                                       | Copa América                              |                                           |
| 56                                        | 27 Jul 1975                               | Bolivia – Peru                            | 0–1                                       | Copa América                              |                                           |
| 57                                        | 20 Aug 1975                               | Peru – Chili                              | 3–1                                       | Copa América                              | Goal                                      |
| 58                                        | 30 Sep 1975                               | Brazilië – Peru                           | 1–3                                       | Copa América                              | Goal                                      |
| 59                                        | 04 Oct 1975                               | Peru – Brazilië                           | 0–2                                       | Copa América                              |                                           |
| 60                                        | 28 Oct 1975                               | Peru – Colombia                           | 1–0                                       | Copa América                              |                                           |
| 61                                        | 09 Feb 1977                               | Peru – Hongarije                          | 3–2                                       | Vriendschappelijk                         |                                           |
| 62                                        | 20 Feb 1977                               | Ecuador – Peru                            | 1–1                                       | WK-kwalificatie                           |                                           |
| 63                                        | 06 Mar 1977                               | Chili – Peru                              | 1–1                                       | WK-kwalificatie                           |                                           |
| 64                                        | 10 Jul 1977                               | Brazilië – Peru                           | 1–0                                       | WK-kwalificatie                           |                                           |
| 65                                        | 17 Jul 1977                               | Peru – Bolivia                            | 5–0                                       | WK-kwalificatie                           | Goal · Goal                               |
| 66                                        | 19 Mar 1978                               | Argentinië – Peru                         | 2–1                                       | Copa Ramon Castilla                       |                                           |
| 67                                        | 23 Mar 1978                               | Peru – Argentinië                         | 1–3                                       | Copa Ramon Castilla                       |                                           |
| 68                                        | 11 Apr 1978                               | Peru – Mexico                             | 1–0                                       | Vriendschappelijk                         |                                           |
| 69                                        | 22 Apr 1978                               | Peru – China                              | 2–1                                       | Vriendschappelijk                         |                                           |
| 70                                        | 01 May 1978                               | Brazilië – Peru                           | 3–0                                       | Vriendschappelijk                         |                                           |
| 71                                        | 03 Jun 1978                               | Peru – Schotland                          | 3–1                                       | WK-eindronde                              | Goal · Goal                               |
| 72                                        | 07 Jun 1978                               | Nederland – Peru                          | 0–0                                       | WK-eindronde                              |                                           |
| 73                                        | 11 Jun 1978                               | Iran – Peru                               | 1–4                                       | WK-eindronde                              | Goal · Goal · Goal                        |
| 74                                        | 14 Jun 1978                               | Brazilië – Peru                           | 3–0                                       | WK-eindronde                              |                                           |
| 75                                        | 18 Jun 1978                               | Peru – Polen                              | 0–1                                       | WK-eindronde                              |                                           |
| 76                                        | 21 Jun 1978                               | Argentinië – Peru                         | 6–0                                       | WK-eindronde                              |                                           |
| 77                                        | 26 Jul 1981                               | Colombia – Peru                           | 1–1                                       | WK-kwalificatie                           |                                           |
| 78                                        | 16 May 1982                               | Peru – Roemenië                           | 2–0                                       | Vriendschappelijk                         |                                           |
| 79                                        | 15 Jun 1982                               | Kameroen – Peru                           | 0–0                                       | WK-eindronde                              |                                           |
| 80                                        | 18 Jun 1982                               | Italië – Peru                             | 1–1                                       | WK-eindronde                              |                                           |
| 81                                        | 22 Jun 1982                               | Peru – Polen                              | 1–5                                       | WK-eindronde                              |                                           |

## Nevencarrière
Sinds zijn voetbalcarrière in de Verenigde Staten, is Cubillas altijd daar blijven wonen. Samen met zijn vrouw Betty heeft hij een huis in Coral Springs, Florida. Met haar kreeg hij twee zonen en een dochter: Christian (1975), Teófilo junior (1977) en Cyntia (1979). Christian en Teófilo zijn beide profvoetballer geworden maar werken tegenwoordig met hun vader gezamenlijk aan een voetbalclinic. In opdracht van scholen en verenigingen trekt hij door de VS om kinderen in de leeftijd van zeven tot zestien jaar, het spel bij te brengen.
Ondertussen is hij nog voetbalcommentator geweest en werd hij in 1999 door president Alberto Fujimori aangesteld als Minister van Sport in Peru. Ook is hij al jaren lid van de Technische Studiegroep van wereldvoetbalbond FIFA, waarvoor hij onderzoek doet naar wedstrijden op internationale toernooien. Hij analyseert daarbij de laatste trends op voetbalgebied.

## Spelersstatistieken

### Loopbaan
| Seizoen | Club                     | Land        | Competitie                   | Wed. | Goals |
| ------- | ------------------------ | ----------- | ---------------------------- | ---- | ----- |
| 1966    | Alianza Lima             | Peru        | Primera División             | 23   | 19    |
| 1967    | Alianza Lima             | Peru        | Primera División             | 25   | 9     |
| 1968    | Alianza Lima             | Peru        | Primera División             | 25   | 19    |
| 1969    | Alianza Lima             | Peru        | Primera División             | 11   | 5     |
| 1970    | Alianza Lima             | Peru        | Primera División             | 27   | 22    |
| 1971    | Alianza Lima             | Peru        | Primera División             | 29   | 22    |
| 1972    | Alianza Lima             | Peru        | Primera División             | 35   | 20    |
| 1972/73 | FC Basel                 | Zwitserland | Super League                 | 14   | 7     |
| 1973/74 | FC Porto                 | Portugal    | SuperLiga                    | 14   | 6     |
| 1974/75 | FC Porto                 | Portugal    | SuperLiga                    | 38   | 15    |
| 1975/76 | FC Porto                 | Portugal    | SuperLiga                    | 39   | 36    |
| 1976/77 | FC Porto                 | Portugal    | SuperLiga                    | 18   | 9     |
| 1977    | Alianza Lima             | Peru        | Primera División             | 32   | 23    |
| 1978    | Alianza Lima             | Peru        | Primera División             | 25   | 19    |
| 1979    | Fort Lauderdale Strikers | USA         | North American Soccer League | 32   | 16    |
| 1980    | Fort Lauderdale Strikers | USA         | North American Soccer League | 34   | 18    |
| 1981    | Fort Lauderdale Strikers | USA         | North American Soccer League | 34   | 19    |
| 1982    | Fort Lauderdale Strikers | USA         | North American Soccer League | 18   | 4     |
| 1983    | Fort Lauderdale Strikers | USA         | North American Soccer League | 28   | 8     |
| 1984    | Fort Lauderdale Sun      | USA         | United Soccer League         | 14   | 7     |
| 1987    | Alianza Lima             | Peru        | Primera División             | 17   | 7     |
| 1989    | Miami Sharks             | USA         | North American Soccer League | 19   | 9     |
| Totaal  |                          |             |                              | 513  | 303   |

### Algemene statistieken
| Team                     | Goals | Wedstrijden | Doelgemiddelde |
| ------------------------ | ----- | ----------- | -------------- |
| Alianza Lima             | 295   | 448         | 0.66           |
| FC Basel                 | 8     | 16          | 0.50           |
| FC Porto                 | 69    | 113         | 0.61           |
| Fort Lauderdale Strikers | 74    | 155         | 0.48           |
| Fort Lauderdale Sun      | 7     | 14          | 0.50           |
| Miami Sharks             | 9     | 19          | 0.45           |
| Peruviaans elftal        | 45    | 117         | 0.38           |
| Overig                   | 8     | 10          | 0.80           |
| Totaal                   | 515   | 892         | 0.58           |

(De lijst bevat statistieken van officiële en vriendschappelijke wedstrijden)

## Erelijst
Met Alianza Lima:
- Primera División: 1977 en 1978

Met Peru:
- Copa América: 1975

Persoonlijke prijzen:
- Topscorer Primera División: 1966 en 1970
- FIFA World Cup: Best Young Player: 1970
- FIFA World Cup: All-star team: 1970
- FIFA World Cup: Bronzen schoen: 1970
- Topscorer Copa Libertadores: 1972
- Zuid-Amerikaans voetballer van het jaar: 1972
- Beste speler Copa América: 1975
- FIFA World Cup: All-star team: 1978
- FIFA World Cup: Zilveren schoen: 1978
- NSAL All-star team: 1980 en 1981
- Topscorer FL Strikers aller tijden: 1984
- Wereldselectie met de 100 beste voetballers aller tijden: 2000
- FIFA 100 beste spelers: 2004
- Speler van de Eeuw - Peru: 2006
- Beste voetballers van de twintigste eeuw: 2006